# بیکس بایئیت
بیکس بایئیت  (به انگلیسی: Bixbyite) با فرمول شیمیایی (MnFe)2O3 از مجموعه کانی هاست و از نام کانی‌شناس آمریکایی M.Bixby است. به سختی در HCl حل می‌شود. Mn2O۳:۴۹٫۷۱٪  Fe2O۳:۵۲۰٫۲۹٪  برای اولین بار در آمریکا کشف شد و از نظر شکل بلور: هگزائدرهای شدیداً مخطط و شیار دار - ماکله، رنگ: برنزی تیره - سیاه، شفافیت: کدر(اپاک)، شکستگی: نامنظم، جلا: فلزی، رخ: نا کامل- مطابق با سطح، سیستم تبلور: مکعبی  است  و منشأ تشکیل آن پنوماتولیتی است.
همایند کانی‌شناسی (پارانژ) آن ژاکوسیت و مگنتیت- برونیت- گرونا- توپاز و غیره است.
، از نظر ژیزمان بلوری - آگرگات توده‌ای تقریباًَ کمیاب است و بیشتر در سوئد، آرژانتین، اسپانیا، آمریکا و مکزیک یافت می‌شود.